# 高行健
高 行健（ガオ・シンジェン、1940年1月4日〈己卯年11月25日〉 - ）は中国出身、フランス国籍の作家。2000年に華人としては初のノーベル文学賞を受賞した。水墨画家としても活動している。

## 代表作
代表作『霊山』はガンの宣告を受けた男が中国南部の山野をさまよい歩く姿を描いた長編小説。1989年パリで完成した中国語作品で、その後フランス語、英語などに広く翻訳された。『ある男の聖書』（一個人的聖経、1998年） は、文革時代を背景とする自伝的小説。

## 経歴
原籍は江蘇省泰州で、1940年1月4日に江西省南部の贛州に生まれた。1950年家族で南京へ移住した。南京市第十中学（今の金陵中学）を経て、1962年北京外国語学院フランス語科卒業。卒業後は外文出版社の翻訳者となった。
文化大革命では紅衛兵運動に参加し、1971年から五七幹部学校に下放され労働に従事、安徽省南部の山岳地帯にある農村の中学校で教師となった。1974年北京に帰り、翻訳家の仕事に戻った。
1977年から中国作家協会対外連絡委員会で働き、1979年通訳として巴金に付いてフランスを訪問。同年、散文『パリの巴金』（巴金在巴黎）、中篇小説『寒夜の星空』（寒夜的星辰）を発表。1979年、中国共産党に入党。
1981年から北京人民芸術劇院の劇作家となり、実質的に中国初の小劇場演劇『非常信号』（絶対信号、劉会遠と合作、1982年）、不条理劇に学んだ『バス停』（車站、1983年）、大劇場ながら実験性に満ちた『野人』(1985年)などを次々に発表した。演出はいずれも林兆華で、それまでの話劇に叛逆する中国実験演劇の嚆矢として中国演劇界で大きな反響を呼んだ。しかし西欧の手法を大胆に取り入れた戯曲は批判を招き、1987年ドイツとフランスの招聘で出国、翌年からパリに滞在した。
1989年に天安門事件が起きると、『逃亡』（1990年）を発表して政治亡命を果たし、1997年フランス国籍を取得した。1992年にはフランス大統領より芸術文化勲章を受章している。2000年10月12日に中国語作家としては初のノーベル文学賞を受賞し世界的な話題となった。中国では亡命作家・高行健の作品は一時発禁となったが、人民日報はノーベル受賞のニュースと略歴を報道した。近年は、中国国内でも高行健の作品を収めた戯曲選集が刊行されている。

## 邦訳作品

### 単行本
- 『ある男の聖書』飯塚容訳 集英社 2001　ISBN 978-4087733518
- 『霊山』飯塚容訳 集英社 2003 ISBN 978-4087734003
- 『高行健戯曲集』菱沼彬晁、飯塚容訳 晩成書房 2003
- 『母』飯塚容訳 集英社 2005　ISBN 978-4087734300

### アンソロジー
- 「瞬間」 宮尾正樹訳『紙の上の月 中国の地下文学』JICC出版局 1991
- 「逃亡」瀬戸宏訳 『中国現代戯曲集 第1集』晩成書房 1994、「現代中国短編集」藤井省三編 平凡社ライブラリー 1998
- 「バス停」飯塚容訳『中国現代戯曲集 第1集』晩成書房、1995